# Vordere Gerbergasse 39 (Nördlingen)

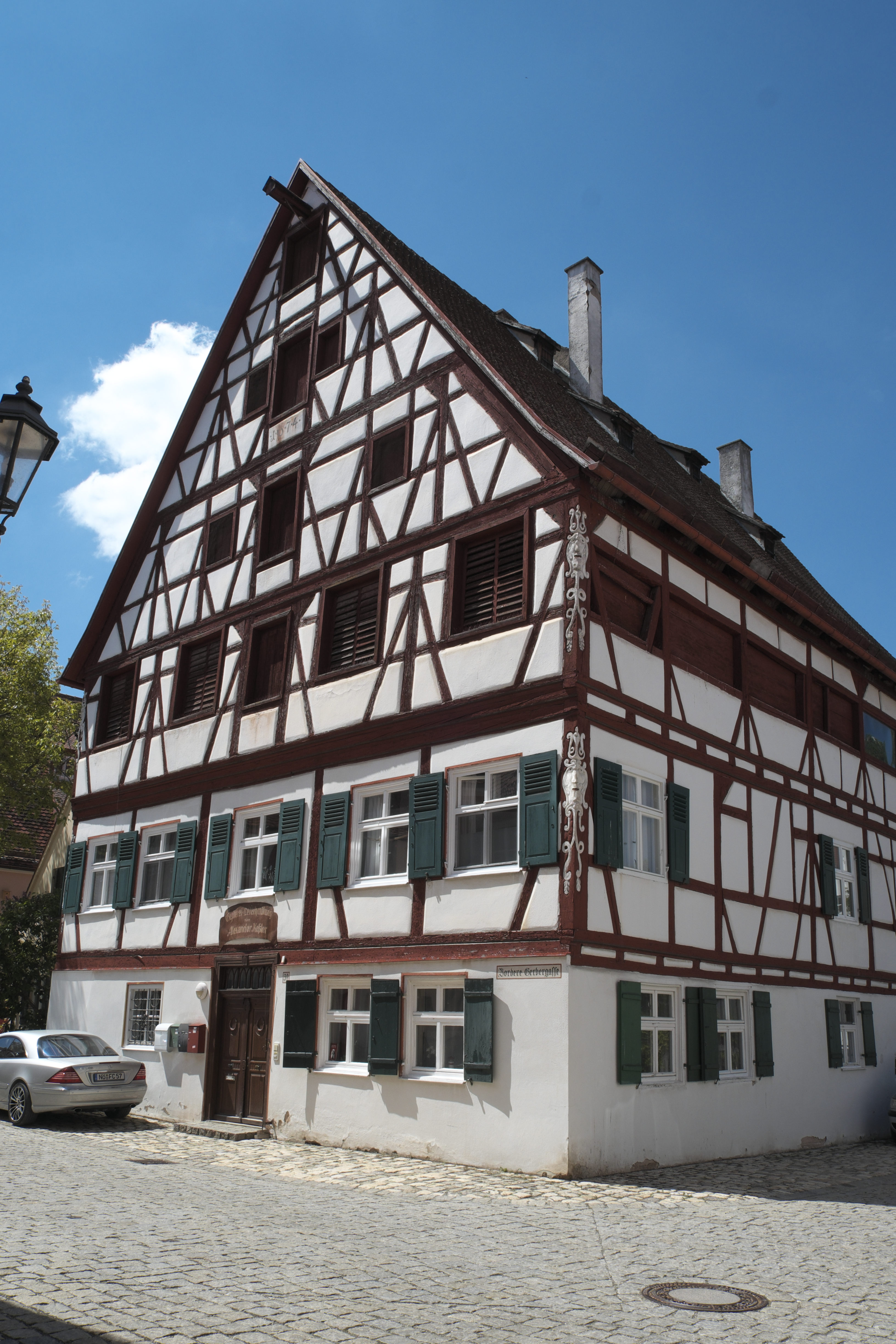
Fachwerkhaus Vordere Gerbergasse 39 in Nördlingen

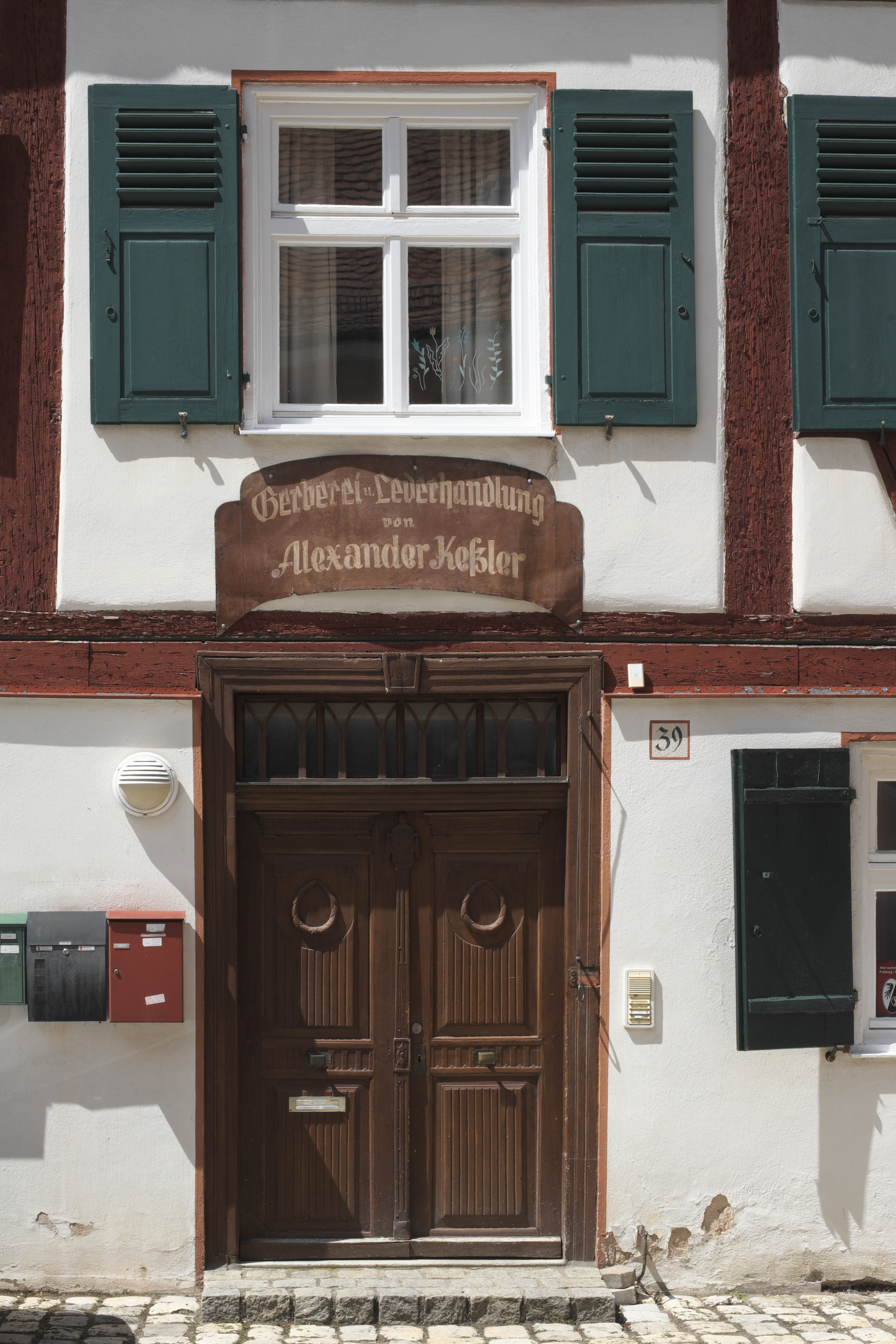
Haustür und Inschrift

Das Gebäude Vordere Gerbergasse 39 in Nördlingen, einer Stadt im schwäbischen Landkreis Donau-Ries in Bayern, wurde 1674 errichtet. Das Fachwerkhaus in Ecklage ist ein geschütztes Baudenkmal.
Der dreigeschossige Satteldachbau hat einen Giebel mit Aufzugsöffnungen und Lüftungsluken. Die vier Eckständer sind mit geschnitztem Knorpelwerkdekor geschmückt. Der rückseitige Giebel und das zweite Obergeschoss sind mit Holz verkleidet.
Die zweiflügelige Haustür mit Oberlicht und Schnitzereien im Empirestil ist mit der Jahreszahl 1809 bezeichnet. Über der Tür steht auf einem Blech geschrieben: „Gerberei u. Lederhandlung von Alexander Keßler“. Der Gerber hatte sein Werkhaus im Gebäude Mühlgasse 14.